# ジ・イレイザー
『ジ・イレイザー』（The Eraser）は、2006年7月に発売されたレディオヘッドのボーカル、トム・ヨークによるソロデビューアルバム。イギリスのアルバムチャートで初登場３位、アメリカのビルボード200チャートで初登場２位、発売後一週間で９万枚の売上を記録した。アルバムに対する批評は概ね好意的であり、2007年のイギリスMercury Music Prizeを受賞、アメリカグラミー賞のベストオルタナティブミュージック部門にノミネートされた。
曲"Analyse"は映画「プレステージ」に、曲"Black Swan"は「スキャナー・ダークリー」のエンディングロールに使用されている。

## 収録曲
1. The Eraser - 4:56
2. Analyse - 4:03
3. The Clock - 4:13
4. Black Swan - 4:50
5. Skip Divided - 3:36
6. Atoms for Peace - 5:14
7. And It Rained All Night - 4:16
8. Harrowdown Hill - 4:39
9. Cymbal Rush - 5:15